# Nati nel 1420
| Questa pagina contiene informazioni ricavate automaticamente dalle voci biografiche con l'ausilio del template Bio e di un bot. L'aggiornamento è periodico e automatico e ricostruisce completamente la pagina. Se manca una persona in questa lista, sei pregato di non aggiungerla, ma accertati piuttosto che la sua voce biografica contenga il template Bio e che i dati anagrafici siano correttamente compilati. Se il template Bio manca, inseriscilo tu stesso o, in alternativa, metti l'avviso {{tmp\|Bio}} che ne segnala la mancanza. Se i dati riportati sono sbagliati, correggi direttamente la voce biografica; le modifiche saranno visibili in questa lista entro pochi giorni. Per chiarimenti vedi il progetto biografie. La lista contiene solo le 57 persone che sono citate nell'enciclopedia e per le quali è stato implementato correttamente il template Bio. Pagina aggiornata al 10 mag 2025. |

## Gennaio(1)
- 15 gennaio - Bernardo Bandini Baroncelli, mercante italiano († 1479)

## Febbraio(1)
- 9 febbraio - Dorotea di Brandeburgo, principessa († 1491)

## Aprile(2)
- 22 aprile - Marco Barbo, cardinale e patriarca cattolico italiano († 1491)
- 23 aprile - Giorgio di Boemia, re († 1471)

## Giugno(1)
- 5 giugno - Anna di Sassonia, principessa tedesca († 1462)

## Luglio(1)
- 19 luglio - Guglielmo VIII del Monferrato, marchese († 1483)

## Agosto(1)
- 7 agosto - Margherita di Savoia, sovrana († 1479)

## Ottobre(2)
- 1º ottobre - Elisabetta di Kleve, principessa († 1488)
- 14 ottobre - Tomás de Torquemada, religioso spagnolo († 1498)

## Novembre(1)
- 4 novembre - James Butler, V conte di Ormond, nobile irlandese († 1461)

## Senza giorno specificato(47)
- Abu Muhammad Abd al-Haqq II, sultano berbero († 1465)
- Giovanni Alidosi, nobile italiano († 1494)
- Antoniotto da Cabella, mercante e politico italiano († 1475)
- Nicolò Barbaro, storico italiano († 1494)
- Giovanni Barozzi, cardinale e patriarca cattolico italiano († 1466)
- Tursun Beg, storico e scrittore ottomano († 1499)
- Bonifacio Bembo, pittore e miniatore italiano († 1480)
- Benedetto Bonfigli, pittore italiano († 1496)
- Hans Bornemann, pittore tedesco († 1474)
- Giovanni Battista Caccialupi, giurista italiano († 1496)
- Bartolomeo Caporali, pittore e miniatore italiano
- Matteo Carreri, religioso italiano († 1470)
- Giovanni Castiglione, cardinale e vescovo cattolico italiano († 1460)
- Caterina d'Austria, nobile († 1493)
- Bartolomeo Cerveri, religioso italiano († 1466)
- Bartolomeo Cipolla, giurista e diplomatico italiano († 1475)
- Joseph Colon, rabbino e religioso italiano († 1480)
- Francesco Coppola, armatore italiano († 1487)
- Agostino Dati, oratore, storico e filosofo italiano († 1478)
- Albrecht von Eyb, umanista tedesco († 1475)
- Aristotele Fioravanti, architetto e ingegnere italiano
- Gabriele Paveri Fontana, umanista e letterato italiano († 1490)
- Giovanni Gatto, religioso e vescovo cattolico italiano († 1484)
- Serafino Gavazzi, ingegnere italiano († 1479)
- Nikolaus Gerhaert, scultore olandese († 1473)
- Michał Giedrojć, religioso lituano († 1485)
- Giovanni V d'Armagnac, nobile francese († 1473)
- Benozzo Gozzoli, pittore italiano († 1497)
- Lamberto Grimaldi, sovrano monegasco († 1494)
- John Morton, arcivescovo cattolico e cardinale inglese († 1500)
- Ladislao di Głogów, tedesco († 1460)
- Loyset Liédet, pittore, miniatore e illustratore olandese
- Antonio Loredan, nobile († 1482)
- Mahmud Pascià Angelović, militare, politico e poeta ottomano († 1474)
- Mara Branković, principessa serba († 1487)
- Giovanni Marliani, medico, filosofo e astrologo italiano († 1483)
- Marino Marzano, nobile italiano († 1494)
- Cosma Orsini, cardinale e arcivescovo cattolico italiano († 1481)
- Lauro Quirini, politico e umanista italiano
- Roberto del Palatinato-Simmern, vescovo cattolico tedesco († 1478)
- Robert Stillington, vescovo cattolico inglese († 1491)
- Sesshū Tōyō, pittore e monaco buddhista giapponese († 1506)
- Georg Walter, giurista tedesco († 1475)
- Andrea Zamometić, arcivescovo cattolico croato († 1484)
- Mathieu d'Escouchy, scrittore francese († 1482)
- Marie d'Harcourt, nobile francese († 1464)
- Pietro del Massaio, pittore, cartografo e miniatore italiano